# Bataillon mormon
 (avril 2019).
Si vous disposez d'ouvrages ou d'articles de référence ou si vous connaissez des sites web de qualité traitant du thème abordé ici, merci de compléter l'article en donnant les références utiles à sa vérifiabilité et en les liant à la section « Notes et références ».
Le bataillon mormon est une unité de volontaires de l'Église de Jésus-Christ des saints des derniers jours, qui participe au sein de l'armée américaine à la guerre américano-mexicaine (1846-1848).

## Histoire

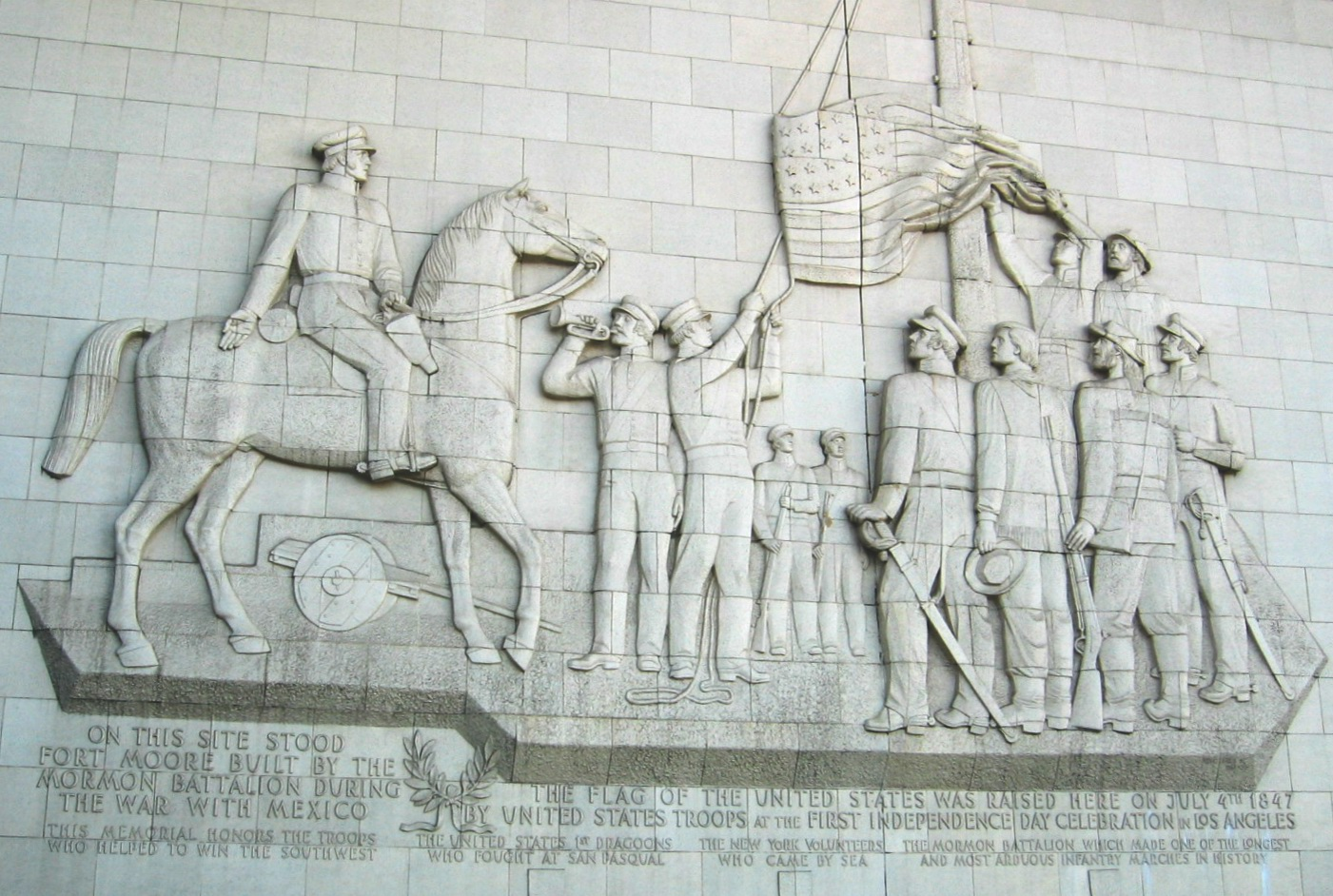
Mémorial des pionniers, le bataillon mormon, Californie

Exode vers l'ouest des saints des derniers jours de 1846 à 1869. Indication partielle des itinéraires suivis par le Bataillon mormon et par les compagnies de charrettes à bras

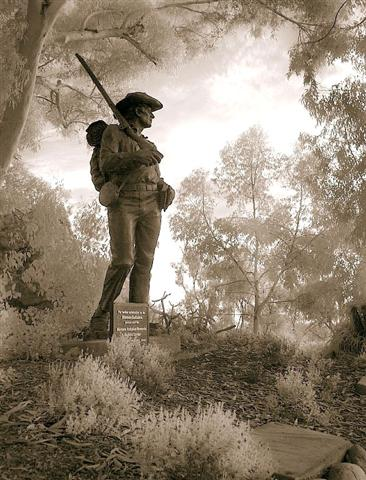
Monument 'le Bataillon mormon', Présidio Park, San Diego

Au XIXe siècle, pendant que les pionniers mormons étaient en Iowa, Brigham Young, le leader de la communauté de l'Église de Jésus-Christ des saints des derniers jours , propose 2 000 combattants volontaires pour la Californie au président James Knox Polk. Ce dernier, accepte la constitution d'un bataillon d'infanterie de 500 hommes. 
Les hommes, à qui on finit par donner le nom de bataillon mormon, doivent traverser le sud du pays jusqu'en Californie et sont payés, vêtus et nourris. Brigham Young encourage les hommes à s'enrôler, parce que cela permet de lever de l'argent pour rassembler les pauvres de Nauvoo et aider les familles des soldats. Le fait de collaborer avec le gouvernement dans cette entreprise montre aussi la loyauté des membres de l'Église à leur pays et leur donne une bonne raison de camper temporairement sur des terres publiques et indiennes. Finalement, 541 hommes s'enrôlent dans le bataillon. Ils sont accompagnés de 33 femmes et de 42 enfants. 
Le bataillon, sous le commandement lieutenant-colonel James Allen, est admis au service volontaire dans l'armée américaine le 16 juillet 1846. 
La prime n'étant pas versée, c'est en civil que le bataillon part vers le sud-ouest et fait 3 250 km jusqu'en Californie, souffrant du manque de nourriture et d'eau, d'insuffisance de repos et de soins médicaux et de l'allure rapide de la marche. À son arrivée, le bataillon ne compte plus que 360 hommes.   
Les soldats arrivent le 29 janvier 1847 à San Diego où ils servent de troupes d'occupation comme ils le feront  à San Luis Rey et à Los Angeles. À la fin de leur année d'enrôlement, ils sont démobilisés et autorisés à rejoindre leurs familles. Leurs efforts et leur loyauté au gouvernement des États-Unis leur vaut le respect de ceux qui les dirigent. Le lieutenant-colonel Philip Georges Cooke qui commande le bataillon à son arrivée déclare :   

« Le lieutenant-colonel en charge félicite le bataillon pour son arrivée sain et sauf sur les côtes de l'océan Pacifique, au terme d'une marche de plus de 3000 km. On cherchera en vain dans l'histoire la mention d'une telle marche d'infanterie. »

Après leur démobilisation, beaucoup de membres du bataillon restent en Californie pour y travailler quelque temps. Un certain nombre d'entre eux se rendent plus au nord sur l'American River et sont employés à la scierie de John Sutter lorsqu'on y découvre de l'or en 1848, ce qui provoque la célèbre ruée vers l'or de Californie. Mais les mormons ne restent pas en Californie pour profiter de cette occasion de faire fortune. Ils rejoignent leurs coreligionnaires qui traversent péniblement les plaines américaines vers les montagnes Rocheuses.